# 中共云南地下党建党旧址
中共云南地下党建党旧址也作中共云南省委建党旧址，位于中国云南省昆明市五华区护国街道青年路社区节孝巷39号，是一处坐北朝南，3间4耳土木结构、四合院建筑。1926年秋，中国共产党党员李鑫奉广东区委指示，来到昆明建立党组织开展工作，于11月在此建立中国共产党云南特别支部，吴澄任书记。1927年2月，根据广东区委指示，王德三率干训班部分共产党员和革命青年回昆明，在云南特别支部的基础上扩大建立中国共产党云南省临时工作委员会，王德三任书记，李鑫、吴澄等任委员。旧址房屋基本保持原样，曾一度改作职工宿舍。1990年后，由文物部分收回管理使用。现每周星期一至星期五免费向公众开放。
旧址在1961年成为昆明市重点文物保护单位。1987年列为省级重点文物保护单位。